# Emergency Couple
Emergency Couple (en hangul, 응급남녀; romanización revisada, Eunggeubnamnyeo), es una serie de televisión surcoreana de comedia y drama médico emitida por  tvN desde el 24 de enero hasta el 5 de abril de 2014, que narra la vida de una pareja divorciada que se vuelve a encontrar luego de seis años, convertidos en internos del mismo hospital.
Es protagonizada por Song Ji-hyo y Choi Jin-hyuk junto a Lee Pil-mo, Choi Yeo-jin y Clara. Un programa de televisión especial, titulado Reply with Music - Emergency Couple, fue emitido el 6 de mayo de 2014, como agradecimiento a la audiencia.

## Argumento
La historia se centra en Jin-hee (Song Ji-hyo), una dietista que lleva una vida feliz, y Chang-min (Choi Jin-hyuk), un estudiante de medicina al que conoce. A pesar de la fuerte oposición de la familia de él, llena de doctores, ambos deciden casarse. Chang-min abandona su internado como médico y comienza a trabajar como vendedor de medicinas para conseguir dinero. Pero la vida de casados de la pareja no es feliz. Al final, el trato de la familia de Chang-min a su esposa comienza a afectarle y cambia su actitud hacia Jin-hee y se divorcian. Con el tiempo ella decide estudiar medicina mientras que Chang-min también se gradúa. 6 años después ambos se encontrarán trabajando como internos en un hospital.

## Reparto

### Personajes principales
- Song Ji-hyo como Oh Jin-hee, interna.[4][5]
- Choi Jin-hyuk como Oh Chang-min, interno, exmarido de Jin-hee.[6][7]
- Lee Pil-mo como Gook Cheon-soo, médico asistente de urgencias.[8]
- Choi Yeo-jin como Shim Ji-hye, profesora asistente de cirugía.
- Clara como Han Ah-reum, interna.[9]

### Personajes secundarios
- Yoon Jong-hoon como Im Yong-kyu, interno.
- Im Hyun-sung como Park Sang-hyuk, interno y marido de Young-ae.
- Chun Min-hee como Lee Young-ae, interna y mujer de Sang-hyuk.
- Choi Beom-ho como Go Joong-hoon, jefe de medicina de urgencias.
- Park Sung-geun como Ahn Young-pil, cirujano.
- Heo Jae-ho como Jang Dae-il, residente.
- Kwon Min como Kim Min-ki, residente.
- Kim Hyun-sook como Choi Mi-jung, enfermera jefe de urgencias.
- Lee Sun-ah como Heo Young-ji, enfermera de urgencias.
- Choi Yu-ra como Son Ye-seul, enfermera de urgencias.
- Lee Mi-young como Jo Yang-ja, madre de Jin-hee.
- Jeon Soo-jin como Oh Jin-ae, hermana menor de Jin-hee.
- Park Doo-sik como Kim Kwang-soo, músico, marido de Jin-ae.
- Park Joon-geum como Yoon Sung-sook, madre de Chang-min.
- Kang Shin-il como Oh Tae-seok, padre de Chang-min.
- Park Ji-il como Yoon Sung-gil, tío de Chang-min.

### Apariciones especiales
- Yoon Joo-sang como Sacerdote (Ep. 1 y 14).
- Lee Han-wi como Dr. Jeon Hyung-seok (Ep. 1).
- Jeon Soo-kyung como Director del hospital (Ep. 1).
- Yoon Bong-gil como Paciente borracho armado (Ep. 2).
- Jung Joo-ri como la cita a ciegas de Chang Min (Ep. 3).[10]
- Gary como un Taxista (Ep. 6).[11]
- DickPunks como Banda indie (Ep. 6).
- Nam Jung-hee como Paciente (Ep. 18-19).
- Narsha como Paciente (Ep. 19).[12]
- Kim Kang-hyun como Paciente (Ep. 19).
- Song Ji-ho como médico interno.

## Recepción

### Audiencia
En Azul la audiencia más baja y en rojo la más alta, correspondiente a la empresa medidora AGB Nielsen.
| Ep. # | Fecha de estreno      | AGB Nielsen | AGB Nielsen |
| Ep. # | Fecha de estreno      | Share       | Peak        |
| ----- | --------------------- | ----------- | ----------- |
| 1     | 24 de enero de 2014   | 2.4 %       | 3.7 %       |
| 2     | 25 de enero de 2014   | 2.7 %       | 3.8 %       |
| 3     | 31 de enero de 2014   | 1.68 %      | —           |
| 4     | 1 de febrero de 2014  | 2.8 %       | 3.7 %       |
| 5     | 7 de febrero de 2014  | 3.4 %       | 4.6 %       |
| 6     | 8 de febrero de 2014  | 3.0 %       | 4.3 %       |
| 7     | 14 de febrero de 2014 | 3.6 %       | 5.1 %       |
| 8     | 21 de febrero de 2014 | 3.7 %       | 4.7 %       |
| 9     | 22 de febrero de 2014 | 3.6 %       | 4.7 %       |
| 10    | 28 de febrero de 2014 | 3.4 %       | 4.3 %       |
| 11    | 1 de marzo de 2014    | 4.1 %       | 4.8 %       |
| 12    | 7 de marzo de 2014    | 4.4 %       | 5.5 %       |
| 13    | 8 de marzo de 2014    | 4.1 %       | 5.0 %       |
| 14    | 14 de marzo de 2014   | 4.2 %       | 5.5 %       |
| 15    | 15 de marzo de 2014   | 4.1 %       | 4.9 %       |
| 16    | 21 de marzo de 2014   | 4.0 %       | 5.2 %       |
| 17    | 22 de marzo de 2014   | 5.0 %       | 5.9 %       |
| 18    | 28 de marzo de 2014   | 4.1 %       | 5.2 %       |
| 19    | 29 de marzo de 2014   | 4.8 %       | 5.6 %       |
| 20    | 4 de abril de 2014    | 4.9 %       | 5.7 %       |
| 21    | 5 de abril de 2014    | 5.08 %      | 5.9 %       |

## Banda sonora
| N.º | Título                                                       | Artista                | Duración |  |
| 1.  | «응급남녀» (Emergency Couple)                                | Varios artistas        | 1:14     |  |
| 2.  | «설렘» (Romance)                                             | Varios artistas        | 2:23     |  |
| 3.  | «Love Again»                                                 | 3rd Coast (써드코스트) | 2:36     |  |
| 4.  | «모두 다 이별을 경험한다» (Everyone Experiences The Breakup) | Varios artistas        | 2:01     |  |
| 5.  | «꽃향기» (Scent of a Flower)                                 | Lim Jeong Hee          | 4:46     |  |
| 6.  | «병원 인턴 백서» (Hospital Internship Paper)                 | Varios artistas        | 2:33     |  |
| 7.  | «진희 비트» (Jin Hee Beat)                                   | Varios artistas        | 3:32     |  |
| 8.  | «그때 우리 사랑은» (The Way We Loved)                        | Park Shi Hwan          | 3:39     |  |
| 9.  | «어루만지다» (Pacify)                                        | Various artistas       | 2:41     |  |
| 10. | «I Am»                                                       | Joo Ah                 | 4:46     |  |
| 11. | «꽃향기» (Scent of a Flower)                                 | Choi Jin Hyuk          | 3:43     |  |
| 12. | «우리가 우리였을 때» (When We Were)                          | Varios artistas        | 3:29     |  |
| 13. | «Love Again - instrumental»                                  | Varios artistas        | 2:36     |  |
| 14. | «꽃향기 - instrumental» (Scent of a Flower)                  | Lim Jeong Hee          | 4:46     |  |
| 15. | «그때 우리 사랑은 - instrumental» (The Way We Loved)         | Park Shi Hwan          | 3:39     |  |
| 16. | «꽃향기 - instrumental» (Scent of a Flower)                  | Choi Jin Hyuk          | 3:43     |  |
| 17. | «I Am» (Instrumental)                                        | Joo Ah                 | 4:46     |  |

## Emisión internacional
Debido al éxito, los protagonistas de la serie, tuvieron reuniones con fanáticos en Singapur, la primera el 15 de mayo de 2014, que atrajo a 2 000 personas y la segunda el 16 de mayo de ese mismo año, 1 600 seguidores.
- Filipinas: IBC.
- Hong Kong: TVB J2 (2015).
- Malasia: TV9.
- Singapur: Channel U (2015).
- Tailandia: PPTV.[15]
- Taiwán: LS Time (2015).
- Latinoamérica: Claro TV (2021).
- Chile: ETC (2021).